# La Tanière de la bête
Série La Femme scorpion
Elle s'appelait Scorpion
(1972) Mélodie de la rancune
(1973)
Pour plus de détails, voir Fiche technique et Distribution.
La Tanière de la bête (女囚さそり けもの部屋, Joshū sasori: Kemono-beya) est un film japonais réalisé par Shun’ya Itō, sorti en 1973.

## Synopsis
À la suite de son évasion, Matsu, surnommée Sasori, est activement recherchée par la police. Elle leur échappe dans le métro, après avoir coupé le bras d'un inspecteur, et trouve refuge dans un quartier sordide, chez une prostituée.

## Fiche technique
- Titre : La Tanière de la bête[1]
- Titre original : 女囚さそり けもの部屋 (Joshū sasori: Kemono-beya?)
- Titre anglais : Female Prisoner Scorpion: Beast Stable
- Réalisation : Shun’ya Itō
- Scénario : Hiroo Matsuda (ja), d'après le manga de Tōru Shinohara (ja)
- Musique : Shunsuke Kikuchi
- Photographie : Masao Shimizu
- Montage : Osamu Tanaka
- Production : Kineo Yoshimine
- Société de production : Tōei
- Pays de production :  Japon
- Langue : japonais
- Format : couleur - 2,35:1 - son mono - 35 mm
- Genre : drame, policier
- Durée : 87 minutes[2]
- Date de sortie :
  - Japon : 29 juillet 1973[2]

## Distribution
- Meiko Kaji : Nami Matsushima (Sasori)
- Mikio Narita : Detective Kondo
- Reisen Lee : Katsu
- Yayoi Watanabe : Yuki
- Kōji Nanbara : Sameshima
- Takashi Fujiki : Tanida
- Tomoko Mayama : Shinobu
- Nobuo Yana : Adachi

## Autour du film
- La chanson du générique, Urami-bushi, écrite par Shun’ya Itō et Shunsuke Kikuchi, interprétée par Meiko Kaji, a été reprise par Quentin Tarantino pour les bandes originales de Kill Bill (volume 1) et Kill Bill (volume 2).
- Sasori signifie scorpion en japonais.

## Les films de la sérieLa Femme scorpion
- 1972 : La Femme scorpion (女囚７０１号 さそり, Joshū 701-gō: Sasori?) de Shun’ya Itō
- 1972 : Elle s'appelait Scorpion (女囚さそり 第４１雑居房, Joshū sasori: Dai-41 zakkyo-bō?) de Shun’ya Itō
- 1973 : La Tanière de la bête (女囚さそり けもの部屋, Joshū sasori Kemono-beya?) de Shun’ya Itō
- 1973 : Mélodie de la rancune (女囚さそり 701号怨み節, Joshū sasori: 701-gō urami-bushi?) de Yasuharu Hasebe
- 1976 : La Nouvelle Femme scorpion : Prisonnière n° 701 (新・女囚さそり 701号, Shin joshū sasori: 701-gō?) de Yutaka Kohira
- 1977 : La Nouvelle Femme scorpion : Cachot X (新・女囚さそり 特殊房X, Shin joshū sasori: Tokushubō X?) de Yutaka Kohira
- 1991 : Scorpion Woman Prisoner: Death Threat (女囚さそり 殺人予告, Joshū sasori: Satsujin yokoku?) de Toshiharu Ikeda
- 1997 : Sasori in U.S.A. de Daisuke Gotō
- 1998 : Scorpion: Double Venom (サソリ 女囚７０１号, Sasori: Joshū 701-gō?) de Ryōji Niimura
- 1998 : Scorpion: Double Venom 2 (サソリ 殺す天使, Sasori: Korosu tenshi?) de Ryōji Niimura